# La bailarina de cristal
La bailarina de cristal (título original en inglés: The Glass Ballerina) es el segundo capítulo de la tercera temporada de la serie Lost. Este fue el 3.er capítulo en Estados Unidos y el segundo en Latinoamérica.
El plan de Sayid de encontrar a Jack coloca a Jin y Sun Hwa-Kwon en grave peligro. Mientras, Kate y Sawyer son obligados por sus captores a trabajar bajo duras condiciones. Ben le hace a Jack una tentadora oferta, difícil de rechazar. FLASHBACK de Jin-Soo Kwon y Sun Hwa-Kwon.

## Resumen

### Flashback
Este episodio se abre con la imagen de una Bailarina de Cristal cayendo lentamente por los aires, hasta que finalmente se rompe al chocar contra el suelo. A continuación vemos a una joven Sun Kwon dando la vuelta y huyendo aterrorizada de la habitación donde la bailarina de cristal se rompió.
Más tarde, el padre de Sun aparece en el lugar donde ella está tocando el piano, y le pregunta si fue ella quién rompió la bailarina de cristal. Sun miente y le dice al padre (Byron Chung) que fue la sirvienta la que rompió la bailarina, incluso después de la amenaza de despedir a la sirvienta si Sun mantiene la acusación.
En otro FLASHBACK, Sun (Yunjin Kim) y Jae Lee (Tony Lee) están en la cama. Sun muestra su preocupación ya que ella tiene un marido, pero Jae Lee le hace olvidar sus intenciones con el ofrecimiento de un collar de perlas, y diciéndole que él ya no quiere compartirla más con otro hombre. Justo en ese momento, el padre de Sun irrumpe en la habitación, ordenando a Sun que se vaya a casa, y advirtiendo a Jae Lee que su acción no quedará sin consecuencias.
El Señor Paik le encarga Jin (Daniel Dae Kim), el marido de Sun, con la "entrega de un mensaje" para Jae Lee. Paik le deja claro que quiere muerto a Jae Lee, pero Jin deja claro que no tiene la intención de matarlo. Jin regresa a casa donde se encuentra Sun, después de haberse despedido del empleo que realizaba para el Señor Paik, y es posteriormente expoleado por las intenciones de Sun de huir con él a cualquier otra parte del mundo. Jin no quiere riesgos, a causa de lo cual explota, diciendo que él va a "entregar el mensaje" y abandona la casa.
Se dirige al hotel, y violentamente ataca a Jae Lee. En lugar de asesinarlo, le advierte que tiene que dejar Corea para no volver. Una vez que Jin vuelve al coche, Jin queda horrorizado cuando el cuerpo de Jae Lee cae sobre parte delantera de su automóvil, muerto, llevando en una mano el collar de perlas que había regalado a Sun. En el funeral (en el cual se encuentra presente el Señor Paik ya que tiene "negocios" con el padre de Jae Lee) Sun le pregunta a su padre si le contará o no a Jin las relaciones que presenció entre ella y Jae Lee. El dice que ese no es el lugar para hacerlo, y deja a Sun indicándole que vuelva a casa con su marido.

### En la Isla
Jack (Matthew Fox) está sentado en una esquina del acuario donde él permanece cautivo. Juliet (Elizabeth Mitchell) le trae un plato de sopa que dice que preparó para él. Una vez que vuelve con Ben (Michael Emerson), el cual se encuentra monitorizando a Jack, Sawyer y Kate desde una sala de video control, este le indica que nunca más vuelva a preparar sopa para Jack. Colleen (Paula Malcomson) entra y le advierte a Ben que Sayid (Naveen Andrews) ha descubierto el pueblo falso y que posee un velero. Ben indica que ella debe de organizar un equipo para capturar el velero. Posteriormente, vemos a Colleen reuniendo un grupo de personas.
Con el deseo de proteger a Sun y a su futuro hijo, Jin le dice a Sayid que cree que es el momento de volver al campamento. A esto Sayid responde a Jin y Sun que no abandonará a Jack y sugiere cambiar de lugar para poder encender una nueva hoguera que sirva de señal. Sun se muestra de acuerdo con Sayid, y dirige el barco a otro lugar alrededor de la isla.
En la playa, mientras los tres se encuentran preparando una hoguera, Sun pregunta a Sayid el motivo por el que les está mintiendo, reconociendo este que piensa que sus compañeros han sido capturados y que él intentará enfrentarse a los Otros y tomar dos prisioneros matando al resto. Le pide a Sun que mienta a Jin, pero Jin pronto se da cuenta de lo que está sucediendo, y le dice a Sun que sabe más inglés de lo que ella piensa y que le está haciendo daño con su mentira.
Más tarde, cuando oscurece, mientras Jin y Sayid están en la orilla, un grupo de los Otros aborda el barco. Colleen encuentra a Sun en el interior de la nave, y sorprendentemente Sun le dispara en el estómago después de los ruegos de Colleen de que no lo hiciera. Sun abandona la nave bajo el fuego de los disparos que le hacen. Los Otros se llevan el barco mientras Jin rescata a Sun del agua.
Kate (Evangeline Lilly) oye a alguien susurrándoles desde los arbustos. Es Alex (Tanya Raymond). Ella le pregunta si ha visto a Karl en la otra jaula, pero Kate (quien está en la jaula donde estuvo Karl) le responde negativamente. Alex le dice a Kate que lleva puesto su vestido, pero que Kate se ve mejor con él. Antes que Kate pueda decirle algo, Alex se va.
Ben visita a Jack y se presenta a sí mismo como Benjamin Linus. Le dice que le necesitará para que le haga algo en un futuro. Ben muestra a Jack un video de los Red Sox ganando las series mundiales de Béisbol para demostrarle que ellos tienen contacto con el resto del mundo y pueden devolver a Jack a casa.
Mientras Sawyer (Josh Holloway) y Kate se encuentran trabajando en el exterior, Sawyer besa a Kate para provocar la reacción de los guardias. Sawyer lucha con ellos antes de ser reducido. Posteriormente Saywer revela que lo hizo para ver qué guardias representarían un problema si ellos intentan escapar. El episodio termina con Ben mirando una pila de monitores de televisión, observando y escuchando a Kate y Sawyer.